# جون تي. موريسون
جون تي. موريسون هو محامي وسياسي أمريكي، ولد في 25 ديسمبر 1860 في مقاطعة جيفرسون في الولايات المتحدة، وتوفي في 20 ديسمبر 1915 في بويسي في الولايات المتحدة. نشط حزبياً في الحزب الجمهوري. وقد انتخب Governor of Idaho ‏ (5 يناير 1903 – 2 يناير 1905).